# خلیل‌الرحمن حقانی
خلیل‌الرحمن حقانی (۱ ژانویهٔ ۱۹۶۶ – ۱۱ دسامبر ۲۰۲۴) شناخته شده همچنین با نامهای مستعار خلیل حقانی و خلیل احمد حقانی، از رهبران گروه طالبان و سرپرست وزارت مهاجرین و عودت کنندگان افغانستان بود.
در ۹ فوریه سال ۲۰۱۱، ایالات متحده وزارت خزانه داری تحت فرمان اجرایی ۱۳۲۲۴ خلیل حقانی را به عنوان یک تروریست ویژه جهانی قرار داد و یک جایزه ۵ میلیون دلاری را برای او به عنوان یکی از تحت تعقیب‌ترین تروریست‌ها تعیین کرد.
در ۹ فوریه ۲۰۱۱ سازمان ملل متحد مطابق بند ۲ قطعنامه ۱۹۰۴ (۲۰۰۹)، خلیل حقانی را به دلیل نزدیکی با القاعده، اسامه بن لادن یا طالبان به دلیل «مشارکت در تأمین مالی، برنامه ریزی، تسهیل، آماده سازی یا ارتکاب اعمال یا فعالیتها توسط یا حمایت» یا به هر نحو حمایت از اقدامات یا فعالیتهای طالبان به فهرست تحریم‌های ۱۹۸۸ اضافه کرد.